# (3872) Akirafujii
(3872) Akirafujii (1983 AV) – planetoida z pasa głównego asteroid okrążająca Słońce w ciągu 4,34 lat w średniej odległości 2,66 j.a. Odkrył ją Brian Skiff 12 stycznia 1983 roku.